# IObit Uninstaller
 IObit Uninstaller — программа для полного удаления нежелательных программ, папок, панелей инструментов и плагинов браузеров от компании IObit. Удаляет файлы как с жёсткого диска, так и с реестра системы. Имеет ряд дополнительных функций по оптимизации работы Windows.  Считается одной из лучших программ для деинсталляции, участвует в сравнительных рейтингах и имеет положительные (часто основанные на простом сравнении заявленных разработчиками возможностей, без реального тестирования) и отрицательные отзывы на тематических сайтах.
IObit Uninstaller поддерживает работу на ОС Windows:
- Windows XP (Home, Professional, Media Center, Tablet Edition, 64-bit);
- Windows Vista (все версии);
- Windows 7 (все версии);
- Windows 8 (все версии);
- Windows 10 (все версии);
- Windows 11[8].

## Минимальные системные требования
- Минимальный объем памяти: 300 МБ свободного места на диске.
- Разрешение экрана 1024 * 768 и выше.
- Нет требований к жесткому диску.[9]

## История
Впервые компания IObit представила IObit Uninstaller 22 марта 2010 года как продвинутый инструмент предназначенный для удаления нежелательных приложений и удаления устаревших файлов и папок, установленных на компьютере под названием Advanced Uninstaller.

## Функции
- Создание точек восстановления системы
- Выявление программ, редко используемых пользователем
- Удаление ненужных программ
- Возможность пакетного удаления ненужных программ
- Возможность восстановления удалённой программы
- Опции «глубокая проверка» и «принудительное удаление» позволяют полностью удалять любые панели инструментов и тулбары
- Принудительное удаление для тех приложений, которые не могут быть удалены через собственные деинсталляторы
- Помощь в обновлении установленного программного обеспечения
- Умеет останавливать запущенные процессы и службы Windows ОС
- Чистит записи в реестре, а также оставшиеся файлы и папки
- Удаление вредоносных, рекламных и любых других плагинов из браузеров
- Удаление программ, загруженных из магазина Windows 10
- Функция шредер файлов
- Возможность блокировки уведомлений с веб-сайтов

## Варианты поставок
Программа существует в бесплатной Free и платной Pro версиях. Последняя отличается бо́льшим функционалом.
В платной версии:
- Удаление связанных программ и плагинов оставшихся после удаления основной программы;
- Поддержка удаления вредоносных плагинов;
- Поддержка удаления рекламных плагинов;
- Автоматическое сканирование для проверки наличия остаточных файлов в Вашем ПК;
- Автоматическое удаление системных изменений, которые внесли нежелательные программы;
- Автоматическая очистка остатков, которые (по утверждению разработчика) нельзя удалить другими утилитами;
- Поиск малоизвестного и навязанного ПО;
- Обнаружение неиспользуемых программ и их удаление для экономии места на диске;
- Один клик для обновления всех «важных» программ;
- Автоматическое обновление до последней версии;
- «Бесплатная техническая поддержка 24/7 по запросу» (однако на сайте программы не уточняется, что имеется в виду под неопределённым выражением «24/7», — очевидно, это выражение должно произвести на покупателя впечатление круглосуточной поддержки без выходных, но сами по себе цифры «24/7» юридически не гарантируют такой поддержки).

## Критика
Критикуют IObit Uninstaller чаще всего за ошибки в категориях. Например, в категорию «Большие программы» могут попасть и программы с весом 300—400 Мб.
А также за «вирусную установку» без согласия пользователя (в стиле «Mail.ru агента» и ему подобных).
Тестирование IObit Uninstaller 6 выявило неспособность программы удалить службу ZAM Controller Service, которая остаётся после удаления антивирусного сканера Zemana AntiMalware Free. Эта служба была обнаружена, и IObit Uninstaller сообщил о её «удалении», но фактически служба осталась на месте.